# 존 브롬필드

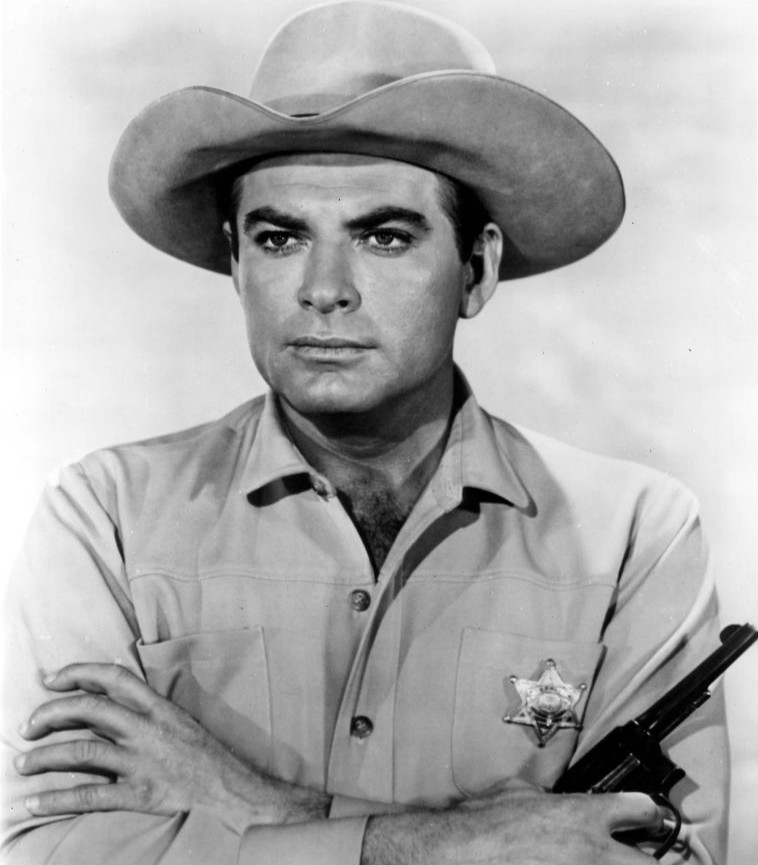

존 브롬필드(John Bromfield, 1922년 6월 11일 ~ 2005년 9월 19일)는 미국의 배우, 텔레비전 배우, 영화배우이다.
사우스벤드에서 태어났으며 팜데저트에서 사망하였다. 사인은 신부전이다.  포리스트 론 메모리얼 파크에 매장되었다.

## 영화
- 쿠루쿠, 아마존의 야수 (1956년)
- 텐더 트랩 (1955년)
- 이지 투 러브 (1953년)
- 플랫 톱 (1952년)
- 격노 (1950년)
- 로프 오브 샌드 (1949년)
- 살인 전화 (1948년)